# Dienes Sándor
Dienes Sándor Lajos, névváltozat Diénes (Kolozsvár, 1925. július 3. – Marosvásárhely, 2019. október 2.) orvos, tanszékvezető egyetemi tanár, munkaegészségügyi kutatásokat folytatott.

## Életpályája
Földrajz-földtan szakos tanári diplomát a Bolyai Tudományegyetem természettudományi karán, orvosit a marosvásárhelyi OGYI-ban szerzett, ahol 1950-től tanársegédként működött; 1952-től az egészségügyi felügyelőség szolgálatában állt. Az intézetbe visszatérve 1957-től adjunktus, majd egyetemi tanár, a munkaorvostani tanszék vezetője, az orvostudományok doktora (1970). 1991 júniusában helyezték nyugállományba.
Tanulmányt írt az ólommérgezésről a korondi fazekasok között, a szilikózis terén végzett kutatásokat, s általában a foglalkozási betegségek tárgyköréből közel száz dolgozata jelent meg a Revista Medicală – Orvosi Szemle, Igiena, Microbiologie, Stomatologie s más hazai, valamint osztrák, olasz, német és magyarországi szaklapokban. A Korunk Lakásártalmak című tanulmányát közölte (1970/5), a TETT munkatársa.
Mint a marosvásárhelyi vívócsapat három évtizedes elnöke és vívója, vívásélettani szakcikkeivel a sportirodalom művelője. A marosvásárhelyi Egészségügyi Nevelési Ház több felvilágosító füzetét adta ki. Az Általános közegészségtan című kőnyomatos tankönyv (Marosvásárhely, 1951-52) társszerzője.

## Társasági tagság
1990. február 24-én Marosvásárhelyen megalakult a Romániai Magyar Orvosok és Gyógyszerészek Szövetsége. Elnökké Dienes Sándort választották.

## Egyetemi jegyzetei
- Munkaegészségtan (Marosvásárhely, 1961)
- Medicina muncii (Marosvásárhely, 1977)
- Munkaorvostan (Marosvásárhely, 1980)

## Díjai
- Arany János-érem (MTA) (2016)[3]
- A Magyar Érdemrend tisztikeresztje (2016)[4]